# Achter het scherm (sitcom)
Achter het scherm is een Nederlandse komedieserie, die van 23 maart 1995 tot 22 juni 1995 door Veronica werd uitgezonden. Het verhaal speelt zich af in het fictieve productiebedrijf Pico Bello Produkties. De serie werd vanaf 2 september 1996 op RTL 5 herhaald.

## Verhaal
Voor zijn soap, die zich in een ziekenhuis afspeelt, is producent Fred Kroost (Gerard Thoolen) op zoek naar een actrice voor de rol van hoofdzuster. Geen van de kandidaten voldoet aan zijn eisen. Zeker Pamela Paal (Beppie Melissen) niet. Toch zal hij haar moeten aannemen omdat zij de nieuwe vriendin van de omroepbaas, Barend van der Kamp (Eric van der Donk), is.

## Rolverdeling
| Personage                       | Acteur/actrice    |
| ------------------------------- | ----------------- |
| Fred Kroost, producent          | Gerard Thoolen    |
| Pamela Paal, actrice            | Beppie Melissen   |
| Elsje, secretaresse van Kroost  | Saskia Rinsma     |
| Henry, regisseur                | Sieto Hoving      |
| Barend van der Kamp, omroepbaas | Eric van der Donk |